# Paleométocho
Paleométocho (grec moderne : Παλαιομέτοχο) est une ville de Chypre de plus de 4 000 habitants.